# Kirkenes
Kirkenesⓘ (tiếng Bắc Sami: Girkonjárga, tiếng Phần Lan và tiếng Kven: Kirkkoniemi) là một thị trấn ở khu tự quản (kommune)) Sør-Varanger thuộc hạt Troms og Finnmark, tại miền viễn đông bắc Na Uy. Thị trấn nằm trên một bán đảo dọc Bøkfjorden, một nhánh của Varangerfjorden lớn hơn. Nhà thờ chính ở Kirkenes là nhà thờ Kirkenes, toạ lạc ở khu vực Haganes của thị trấn.
Với diện tích 2,14 kilômét vuông (530 mẫu Anh) và dân số 3.529 (2018), mật độ dân số Kirkenes là 1.649 người trên kilômét vuông (4.270/sq mi). Nếu tính những ngôi làng ngoại ô lân cận Hesseng, Sandnes, Bjørnevatn, khu vực Kirkenes có dân số 8.000 người.

## Lịch sử
Vùng quanh Kirkenes một thời thuộc về cả Na Uy lẫn Nga. Đến năm 1826 thì biên giới như ngày nay được thiết lập. Tên gốc của bán đảo là Piselvnes ("mũi đất sông Pis"), rồi được đổi thành Kirkenes ("mũi đất nhà thờ") sau khi nhà thờ Kirkenes được xây lên năm 1862. Kirkenes từng là làng cho đến năm 1998 khi nó nhận địa vị thị trấn.

## Dân cư

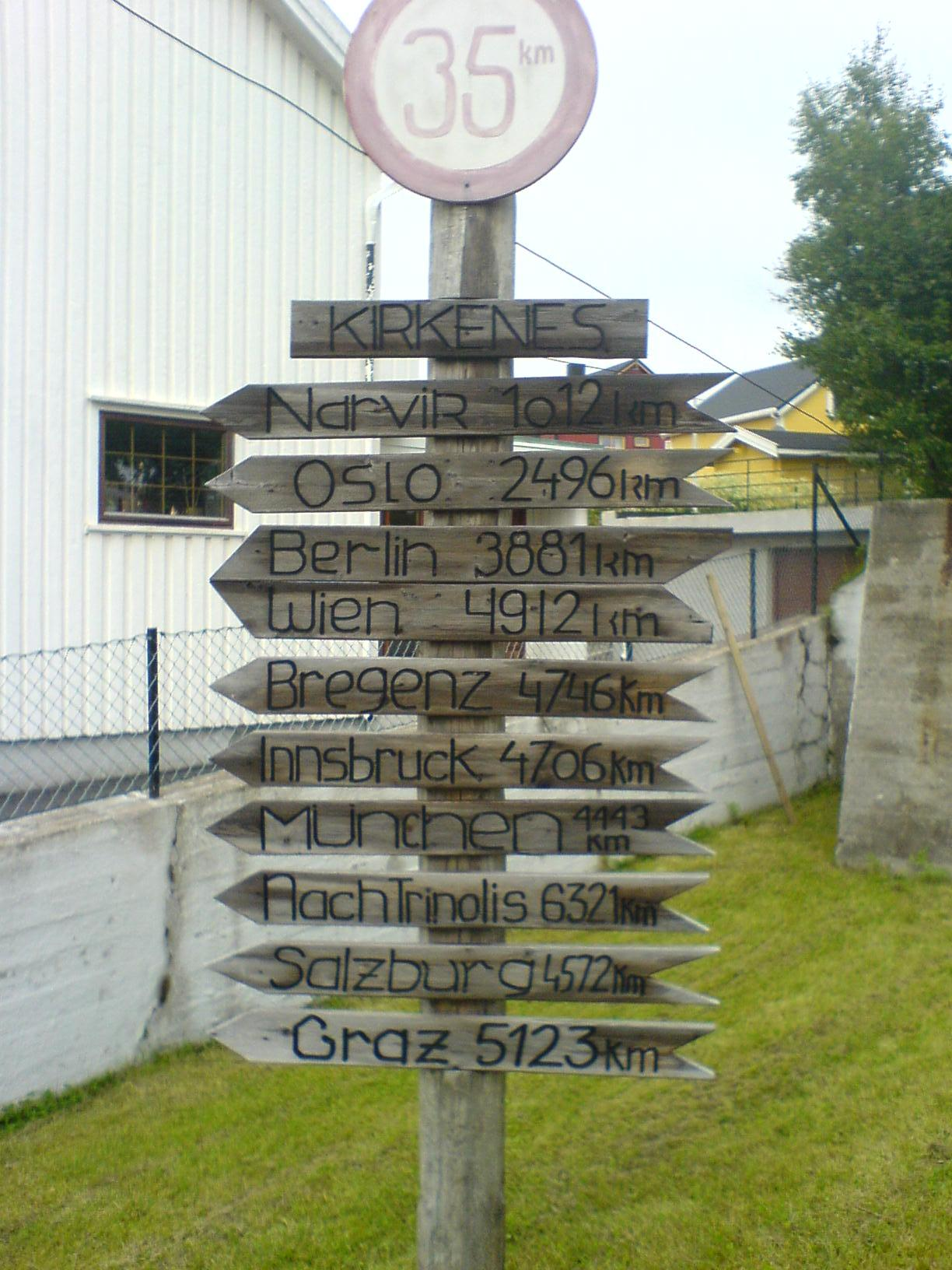
Kirkenes nằm rất xa hầu hết thành phố lớn châu Âu. Khoảng cách tính theo độ dài tuyến đường E6, dù đường chạy qua Phần Lan có khi ngắn hơn.

Đa phần người ở Kirkenes là người Na Uy, số ít là người Sami. Phần còn lại có gốc gác Phần Lan, họ có thể là thành viên nhóm Kven hoặc là dân nhập cư gần đây hơn từ Phần Lan. Ngoài ra, cũng có dân nhập cư từ Nga. Trong vài tháng năm 2015, thị trấn trở thành một điểm vượt biên giới cho người tỵ nạn Syria, với hàng trăm người vượt biên trên xe đạp mỗi tuần.

## Thành phố kết nghĩa
- Nikel, tỉnh Murmansk, Nga[4]
- Kars, tỉnh Kars, Thổ Nhĩ Kỳ